# Geomundo (archipiélago)
Geomundo (거문도) es un archipiélago coreano situado en el estrecho de Corea, donde hubo una antigua base naval inglesa conocida como Port Hamilton.

## Geografía

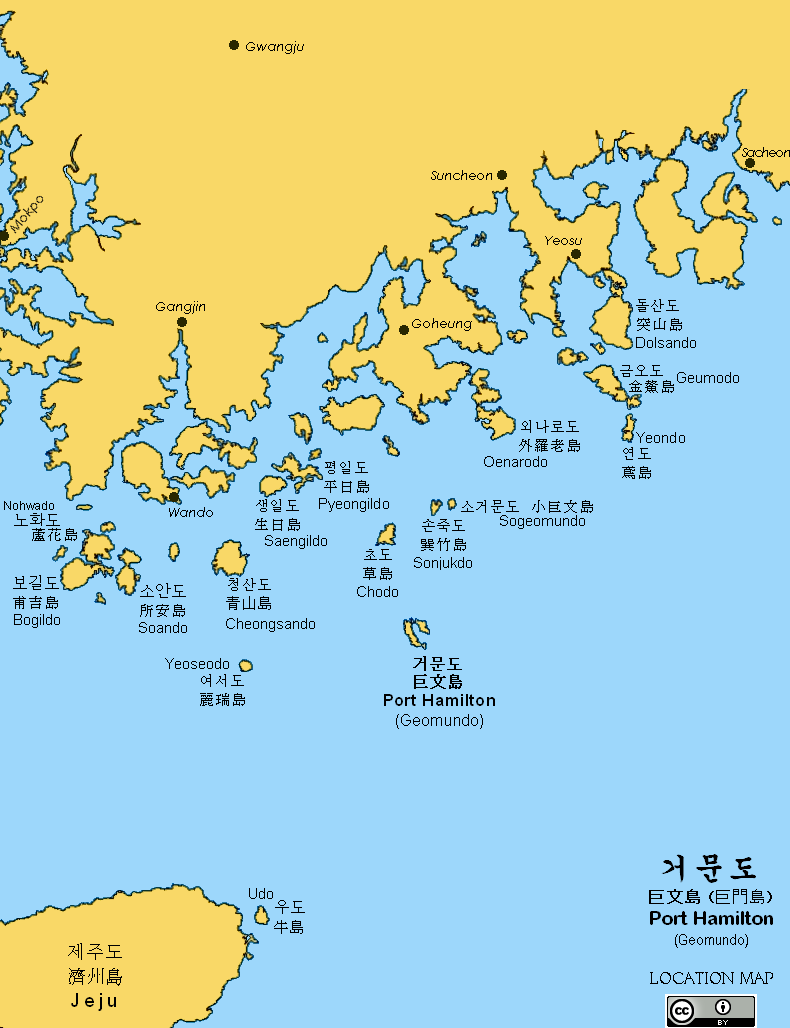
Ubicación de Geomundo

Geomundo (거문도) está formado principalmente por un grupo de tres islas de 12 km²  que forman un puerto natural en medio del estrecho de Corea 115 km  al sur de la ciudad surcoreana de Yeosu de la que depende administrativamente. Seodo (서도), la isla occidental, es la más grande. Las otras islas son Dongdo (동도), la isla oriental, y en el centro, Godo (고도), la isla observatorio.
Geomundo forma parte del Parque Nacional Marítimo Dadohae Haesang y contiene bosques de camelia y numerosos acantilados. Su punto más alto es Manghyangsan a 247 m s. n. m. en la isla oriental. La pesca es la principal actividad económica.

## Historia
Geomundo fue bautizado como Port Hamilton por los ingleses desde 1845, cuando Sir Edward Belcher, oficial a bordo del HMS Samarang, lo nombró en honor al secretario del Almirantazgo, Capitán W. A. B. Hamilton. No fue el único en reconocer la importancia estratégica de este vasto puerto: después de varias visitas, el vicealmirante ruso Ievfimy Putiatine consideró en 1857 instalar allí un depósito de carbón, plan que finalmente fue abandonado.
En 1884, fue el secretario de Marina de los Estados Unidos quien planeó el establecimiento de una base naval en Port Hamilton, pero finalmente fueron tres buques de guerra británicos los que ocuparon la isla a partir de abril de 1885 tras el incidente de Panjdeh en Afganistán, que dio lugar a una disputa diplomática. Conflicto entre Rusia y el Reino Unido. El objetivo de esta acción era frustrar las actividades de la marina rusa en esta región. Los ingleses construyeron algunos edificios e instalaciones defensivas y obtuvieron permiso de China para tender un cable telegráfico hasta Wusong en la desembocadura del río Azul para permitir comunicaciones rápidas con Shanghái y el resto del mundo.
Los ingleses abandonaron la isla y demolieron la base el 27 de febrero de 1887. Sin embargo, continuaron frecuentando Geomundo hasta 1910, enterrando a diez marineros y creando un cementerio británico. Entre ellos se encontraban dos marineros del HMS Albatros, que murieron cuando su arma explotó en marzo de 1886 y Alex Wood, un marinero del HMS Albion, que murió en 1903.
La construcción del primer faro en el litoral meridional tuvo lugar en 1905. A partir de la anexión de Corea en 1910, Geomundo fue considerado por primera vez parte de Japón, que finalmente renunció expresamente a sus reclamaciones mediante el Tratado de San Francisco en 1951.